# راده بوگدانویچ
راده بوگدانویچ (صربی: Rade Bogdanovic; زاده ۲۱ مهٔ ۱۹۷۰) یک بازیکن فوتبال اهل صربستان است.

## تیم ملی
وی در تیم ملی فوتبال صربستان بازی کرده است.